# Synagoge (Bad Dürkheim)
Die Synagoge in Bad Dürkheim, die Sitz des Rabbiners des Bezirksrabbinats Frankenthal war, wurde 1748/49 in der Wachenheimer Straße / Entengasse (heutige Weinstraße Süd 1) errichtet. Bei den Novemberpogromen 1938 wurde die Inneneinrichtung verwüstet und verbrannt. Bis 1945 wurde das Gebäude von der Nationalsozialistische Zeitung Rheinfront als Druckhaus verwendet. Bei einem Luftangriff am 18. März 1945 wurde das Gebäude zerstört und die Reste 1946 abgebrochen. 

## Synagoge
Die Synagoge wurde bereits 1748/49 in der Wachenheimer Straße / Entengasse (heutige Weinstraße Süd 1) errichtet. 1848 wurde die Synagoge um einen Anbau erweitert. 1907 wurden neue, farbige Ornamentfenster eingebaut und im Jahr 1925 wurde die Synagoge komplett renoviert. Die Synagoge verfügte über 160 Sitzplätze (jeweils mit einem Pult ausgestattet) für die männlichen Mitglieder der Gemeinde und über eine Frauenempore mit 90 Plätzen. Zur weiteren Ausstattung gehörten eine Orgel, ein Pult für den Vorbeter, ein Predigerpult für den Rabbiner sowie ein Toraschrein. Eine Inventarliste führt dazu noch die folgenden Einrichtungsgegenstände auf:
- 14 Stück handschriftliche Torarollen (die Fünf Bücher Mose)
- 3 kleine Torarollen
- 10 Stück kleine Hängelampen
- 20 Stück kleine Wandlampen
- 50 Meter Teppichläufer
- 2 Stück Almosenkästen
- 11 Schreinvorhänge
- 1 Stück Ewige Lampe
- 4 Stück achtarmige Chanukka-Leuchter
- 4 Stück siebenarmige Altarleuchter aus Silber
- 2 Stück Trauhimmel
- 15 Deckengarnituren
- 3 Sätze Weinbecher
- 2 Stück Megillot
- 130 Gebetsbücher
- 60 Exemplare des Pentateuch
- 50 Stück Festtagsgebetbücher
- 3 Stück kleine Torarollen
- 50 Stück Toramäntel (bestickte Samthüllen mit Krone)
- 2 Stück wertvolle Kronleuchter

Die Synagoge verfügte über ein gebrochenes Satteldach. Auf einem Foto der Ruine von 1946 sind in einer der noch stehenden Seitenwände drei große Rundbogenfenster zu sehen sowie in der noch verbliebenen Giebelwand zwei Rundfenster. Daneben war in der Synagoge noch ein Gemeindezimmer, ein Zimmer für den Rabbiner sowie das Schulzimmer untergebracht. Bei den Novemberpogromen 1938 wurde die Inneneinrichtung der Synagoge durch Mitglieder der SA verwüstet und sowohl diese als auch die Ritualien außerhalb der Synagoge verbrannt. Die Synagoge selbst wurde nicht in Brand gesetzt, da auf Grund der engen Bebauung ein Übergreifen der Flammen auf die Nachbargebäude befürchtet wurde. Bis 1945 wurde die Synagoge dann von der Nationalsozialistische Zeitung Rheinfront als Druckhaus verwendet. Am 18. März 1945 wurde das Gebäude bei einem Luftangriff zerstört und die Ruine 1946 abgerissen. 1953 erwarb ein Privatmann das Gelände und errichtet darauf ein noch heute stehendes Wohn- und Geschäftshaus. Im rückwärtigen Teil des Gebäudes ist ein noch von der Synagoge erhaltenes Inschriftenband aus Sandstein in der Fassade integriert. Auf diesem wird in hebräischer Schrift Psalm 118,20 zitiert sowie das Baujahr der Synagoge angegeben. 1989 wurde an dem Gebäude eine Gedenktafel für die Synagoge angebracht.

## Jüdische Gemeinde Bad Dürkheim
Die jüdische Gemeinde Dürkheim in Bad Dürkheim bestand vom 14. Jahrhundert bis 1940.